# Stalno arbitražno sodišče

Stalno arbitražno sodišče (SAS, angl. PCA, Permanent Court of Arbitration) je medvladna organizacija, ki ni del sistema Združenih narodov, s sedežem v Haagu na Nizozemskem. Za razliko od sodnega sodišča v tradicionalnem pomenu SAS zagotavlja storitve arbitražnega sodišča za reševanje sporov, ki izhajajo iz mednarodnih sporazumov med državami članicami, mednarodnimi organizacijami ali zasebnimi strankami. Primeri zajemajo vrsto pravnih vprašanj, ki vključujejo teritorialne in morske meje, suverenost, človekove pravice, mednarodne naložbe ter mednarodno in regionalno trgovino. SAS je sestavljen iz dveh ločenih večstranskih konvencij z združenim članstvom 122 držav. Organizacija ni agencija Združenih narodov, je pa uradni opazovalec Združenih narodov.
Palača miru, sedanja stavba Stalnega arbitražnega sodišča, je bila zgrajena med letoma 1907 in 1913. Poleg tega so v stavbi tudi Haaška akademija za mednarodno pravo, knjižnica Palače miru in Meddržavno sodišče.

## Organizacija
Stalno arbitražno sodišče ni sodišče v običajnem razumevanju tega izraza, ampak upravna organizacija, katere cilj je imeti stalna in lahko dostopna sredstva, ki služijo kot register za namene mednarodne arbitraže in drugih povezanih postopkov, vključno s preiskovalnimi in spravnimi komisijami.
Upravni svet (formalno Stalni upravni svet ) je telo, sestavljeno iz vseh diplomatskih predstavnikov držav članic, akreditiranih na Nizozemskem. Predseduje ji minister za zunanje zadeve Nizozemske, ki je tudi član. Odgovoren je za »usmerjanje in nadzor« Mednarodnega urada, usmerja proračun organizacije in poroča o njenih dejavnostih.
Mednarodni urad je sekretariat Stalnega arbitražnega sodišča in ga vodi generalni sekretar. Zagotavlja jezikovno, raziskovalno in administrativno podporo arbitražnim tribunalom Stalnega arbitražnega sodišča.
Sodniki ali arbitri, ki obravnavajo zadeve, se imenujejo člani sodišča. Vsaka država članica lahko imenuje do štiri »z znano usposobljenostjo za vprašanja mednarodnega prava, z najvišjim moralnim ugledom in s pripravljenostjo sprejeti dolžnosti arbitrov« za 6-letni mandat, ki ga je mogoče obnoviti. Člani vsake države članice skupaj tvorijo »nacionalno skupino«. Člani so lahko izbrani v arbitražnih primerih, v katerih dajejo podporo SAS. Nacionalne skupine lahko predlagajo kandidate za člane Mednarodnega sodišča.
Stalno arbitražno sodišče se včasih zamenjuje z Mednarodnim sodiščem, ki ima sedež v isti stavbi. Vendar pa Stalno arbitražno sodišče ni del sistema ZN, čeprav ima od leta 1993 status opazovalke v Generalni skupščini ZN.
V členih 30–57 Haaške konvencije iz leta 1899 so opisana pravila arbitražnega postopka. Ta pravila so prilagojena različica že obstoječih pogodb med državami. Spremenjena so bila leta 1907, pri čemer je bila najbolj opazna sprememba vzpostavitev skrajšanega postopka za enostavne primere. Pomembna so bila pri razvoju pravil za Meddržavno sodišče v dvajsetih letih dvajsetega stoletja.
Prvo dejanje strank pred Stalnim arbitražnim sodiščem je predložitev tako imenovanega »kompromisa«, ki navaja vprašanje in pristojnost arbitra(-ov). Postopki nato potekajo v dveh fazah: pisne vloge in ustna razprava. Sodišče se umakne, ko je razprava končana, da obravnava in zaključi zadevo z navadno večino glasov.
Odločitev se objavi v obliki sodne odločbe, skupaj z morebitnimi ločenimi mnenji. Zgodnje sodne odločitve so sopodpisovali arbitri sami, vendar je bila leta 1907 ta odgovornost prenesena na predsednika in sekretarja (PCA). Sodna odločba se prebere na javni seji v navzočnosti zastopnikov in odvetnikov strank v zadevi. Odločba je za stranke zavezujoča in ni mehanizma za pritožbo.

## Proračun in pristojbine
Med letoma 2007 in 2008 je bil proračun 1,8 milijona evrov.
Proračun Stalnega arbitražnega sodišča se napaja iz prispevkov njenih članic in prihodkov v arbitražnih zadevah. Razporeditev zneskov, ki jih morajo plačati posamezne države članice, temelji na sistemu, ki ga uporablja Svetovna poštna zveza.
Stranke v arbitraži morajo plačati stroške arbitražnega sodišča, ustanovljenega za obravnavanje primera, vključno s plačo arbitrov, registratorskimi in upravnimi funkcijami, vendar ne vključujejo režijskih stroškov organizacije). Stroški arbitraže se od primera do primera razlikujejo. Med Stalnim arbitražnim sodiščem in strankami se stroški lahko razporejajo z dogovori o pristojbinah.

## Udeleženci
Pogodbenice Konvencije o mirnem reševanju sporov iz leta 1899 (71 držav članic) in 1907 (101 država članica) so samodejno pogodbenice Stalnega arbitražnega sodišča. Ker je 51 pogodbenic obeh konvencij, ima Stalno arbitražno sodišče 122 držav članic: 120 članic Združenih narodov, ter Kosovo in Palestino.

## Zgodovina
Stalno arbitražno sodišče je najstarejša institucija za reševanje mednarodnih sporov. Ustanovljena je bila leta 1899 s prvo Haaško mirovno konferenco v skladu s členi od 20 do 29 Haaške konvencije o mirnem reševanju mednarodnih sporov iz leta 1899. Na drugi Haaški mirovni konferenci je bila prejšnja konvencija revidirana s Konvencijo iz leta 1907 o mirnem reševanju mednarodnih sporov . Konferenca je bila sklicana na pobudo ruskega carja Nikolaja II., »z namenom iskanja najbolj objektivnih sredstev, da bi vsem narodom zagotovili koristi resničnega in trajnega miru, predvsem pa omejili postopni razvoj obstoječe oborožitve.«

## Funkcije
Tribunali Stalnega arbitražnega sodišča so pristojni za spore na podlagi ustanovnih dokumentov Stalnega arbitražnega sodišča (Konvencije o mirnem reševanju mednarodnih sporov) ali na podlagi dvostranskih in večstranskih pogodb. Poleg tega njem generalni sekretar deluje kot organ za imenovanja za arbitražo.

### Organ za imenovanje
Kadar se pojavijo težave pri imenovanju arbitrov za arbitražo v skladu s pravili UNCITRAL o arbitraži (npr. ker ena od strank noče imenovati arbitra ali če se imenovani arbitri ne morejo dogovoriti o imenovanju tretjega arbitra), je lahko generalni sekretar Stalnega arbitražnega sodišča zaprošen, da deluje kot organ za imenovanje. Ta možnost je odprta tudi za druge arbitražne sporazume, v katerih je imenovan generalni sekretar. Med letoma 2011 in 2015 je bilo vloženih 257 tovrstnih zahtevkov. 

### Meddržavna arbitraža na podlagi Haaške konvencije
Arbitraža med dvema državama se zgodi, ko se dve državi članici Stalnega arbitražnega sodišča odločita predložiti spor v arbitražo tribunalu Stalnega arbitražnega sodišča. Arbitraža je sestavljena iz 5 arbitrov, od katerih vsaka stranka v arbitraži izbere dva (in eden od njih je lahko državljan zadevne stranke). Štirje arbitri izberejo petega in predsedujočega arbitra.

### Meddržavna arbitraža na podlagi UNCLOS
Konvencija Združenih narodov o pomorskem pravu (UNCLOS) določa mehanizem za reševanje sporov v zvezi z morskimi mejami, v katerem lahko države članice izberejo:
1. Mednarodno sodišče za pomorsko pravo
2. Mednarodno sodišče,
3. arbitražno sodišče (ustanovljeno v skladu s Prilogo VII, UNCLOS)
4. posebno arbitražno sodišče (ustanovljeno v skladu s Prilogo VIII).

Če sta dve državi članici izbrali različne ukrepe za reševanje sporov, je treba uporabiti tretjo možnost. Od avgusta 2016 je Stalno arbitražno sodišče upravljalo 12 zadev, ki so jih začele države v skladu s Prilogo VII k UNCLOS, s čimer je upravljalo vse primere, sprožene v skladu s to prilogo, razen enega.

### Investicijski spori med investitorji in državami
Številni prostotrgovinski sporazumi zagotavljajo mehanizme za reševanje sporov med vlagatelji in državami z arbitražo s tako imenovanimi klavzulami ISDS. Stalno arbitražno sodišče lahko igra vlogo v takih postopkih, kot organ za imenovanje arbitrov, z uporabo svojih arbitražnih pravil ali z zagotavljanjem podpore arbitražnemu primeru.

## Primeri
Primeri primerov so prikazani spodaj:
Meddržavni
- Združene države Amerike v. Mehika (Pobožni sklad Kalifornije) (1902)
- Francija v. Velika Britanija (primer Savarkar) (1911)
- Združene države Amerike v. Nizozemska (Otok Palmas Case) (1928)
- Eritreja v. Jemen (konflikt o otočju Hanish) (1999)
- Belgija v. Nizozemska (primer železnega Rena)[32] (2005)
- Hrvaška v. Slovenija (2017)

Meddržavni: Priloga VII UNCLOS
- Barbados v. Trinidad in Tobago (2006)
- Bangladeš v. Indija (morska meja Bengalskega zaliva)[33] (2014)
- Mavricij v. Združeno kraljestvo (Morsko zaščiteno območje Chagos) (2015)
- Filipini v. Kitajska (2016)
- Italija v. Indija (primer Enrica Lexie) (na čakanju)

Vlagatelj-država
- Hulley Enterprises Limited (Ciper), Yukos Universal Limited (Otok Man) in Veteran Petroleum Limited (Ciper) proti Ruski federaciji[34] (2015)
- Cairn Energy PLC &amp; Cairn UK Holdings Limited v. Republika Indija[35]

Drugo
- Združene države v. Iran (Iransko-ameriško sodišče za zahtevke) je v zgodnjih osemdesetih letih dvajsetega stoletja Stalno arbitražno sodišče pomagalo ustanoviti tožbeni tribunal[36]
- Eritreja v. Etiopija (Komisija za zahtevke Eritreje in Etiopije) (2009) Komisija za zahtevke je bila organizirana prek Stalnega arbitražnega sodišča
- Sudan v. Sudansko ljudsko osvobodilno gibanje (arbitraža Abyei) (2009)